# Mariaba convoluta
Mariaba convoluta là một loài bướm đêm trong họ Geometridae.